# منشی‌الممالک
منشی‌الممالک یکی از القاب دیوانی در دربارهای ایلخانی تا قاجار بود. منشی‌الممالک رئیس دیوان انشاء و مسئول نگارش نامه‌ها و فرمان‌های شاه به شمار می‌آمد و چندنفر کاتب و نویسنده زیر نظر او کار می‌کردند. به نوشته جهانگیر قائم‌مقامی، این شغل پس از آنکه ناصرالدین شاه به سلطنت رسید، برچیده شد و به جای آن منصبی به نام «کاتب اسرار مکتومه و منشی رسائل خاصه» ایجاد گردید که به میرزا سعید خان مؤتمن‌الملک انصاری محول شد.

## فهرست منشی‌الممالک‌ها

### جلایریان
- مولانا سعدالدین شیخی[۱]

### افشاریان
- میرزا مهدی استرآبادی

### قاجاریان
- میرزا رضاقلی نوائی (۱۲۲۰ – ۱۲۲۴ قمری) [۱]
- عبدالوهاب نشاط [۱]
- میرزا خانلر خان حلال‌خور بندپئی (۱۲۴۵ قمری، به مدت سه ماه تا زمان فوت)[۱]
- میرزا محمدتقی علی‌آبادی (۱۲۴۵ – ۱۲۴۹ قمری) [۱]
- میرزا محمدتقی نوائی (۱۲۴۸ – ۱۲۵۴ قمری) [۱]
- میرزا ابوالقاسم (۱۲۵۴ – ۱۲۶۴ قمری)[۱]